# 方學孟
方學孟（1534年—？），字子醇，江西饒州府浮梁縣人，軍籍，明朝政治人物。

## 生平
江西鄉試第六十四名舉人。隆慶二年（1568年）中式戊辰科會試第一百三十二名，三甲第三百一十一名進士。授行人，萬曆五年（1577年）七月选授南京福建道试御史，八年正月升浙江佥事。

## 家族
曾祖方宜之，贈南京工部郎中；祖父方選，南京工部郎中；父方宇，訓導。前母戴氏；母汪氏。慈侍下。兄學孔。弟學伊、學周。